# 飯地紀美子
飯地 紀美子（いいじ きみこ、1972年2月11日 - ）は、エフエム佐賀 (fms) のアナウンサー。

## 来歴
福岡県福岡市出身。血液型O型。
筑紫女学園高校在学中の1989年に、NHK杯全国高校放送コンテストに出場。後にTBSのアナウンサーになる畑杏子（長岡杏子）などとともに、アナウンス部門で4位に入賞した。このときの優勝者は逸見明正で、後に九州朝日放送 (KBC) のアナウンサーになっている。
エフエム佐賀のアナウンサーとして、マンスリーループソングの説明などを担当している。

## 担当番組
- Morning Spec.（1996年[1] - 2002年）
- Gat's Morning!（2002年-2008年）- 木曜・金曜担当
- 葉隠の心[要出典]
- 週末はざっくばらん[4]
- Easy Flash!（2008年-2010年）
- CHANGE（2015年-2024年8月）-月曜担当
- 局名告知（オープニング、クロージングともに担当）